# ويل ب. برادي
كان ويليام بول برادي (12 فبراير 1876-27 فبراير 1943) محامياً أمريكياً. من سنة 1909 إلى حوالي 1914، شغل منصب المدعي العام الأول لمنطقة تكساس القضائية، مع ولاية قضائية على إحدى عشرة مقاطعة غربية، ومن عام 1917 إلى عام 1919 كان قاضيًا لمحكمة مقاطعة إل باسو التي تم إنشاؤها حديثًا. قام برادي بمقاضاة العديد من قضايا القتل البارزة بصفته المدعي العام، بما في ذلك قضية أغنيس أورنر، وفي قضية عقوبة الإعدام التي تم وصفها منذ ذلك الحين بأنها «إعدام قانوني»، لطفل مكسيكي متهم بقتل امرأة بيضاء. 
وُلد برادي في عائلة رائدة في أوستن ونشأ هناك. أصبح الأخ الأكبر، جون دبليو برادي، محامياً وقاضياً من تكساس. ستستمر ابنة أختها، كارولين برادي، في أن تصبح عالمة لغويات. قضى ويل برادي ثلاث سنوات بعد التخرج كمدرس في مدرسة مقاطعة، ثم ترشح لمنصب مدير المقاطعة. وفاز بفترتين، من 1900 إلى 1904. وحصل برادي بعد ذلك على بكالوريوس في القانون من جامعة تكساس وانتقل إلى بيكوس، حيث  عُيَّن محاميًا محليًا بعد عدة سنوات في الممارسة الخاصة من قبل حاكم ولاية تكساس توماس ميتشل كامبل. انتقل برادي إلى إل باسو في عام 1915 واستأنف ممارسته الخاصة، ولكن سرعان ما  عُيَّن قاضيًا، هذه المرة من قبل الحاكم جيمس إي فيرغسون. استقال برادي في عام 1919 وانتقل إلى كاليفورنيا لمتابعة أعماله في مجال النفط؛ قضى ما تبقى من حياته المهنية كمحام نفط، ثم في الجمعية الوطنية لقروض المزارع.
1. ↑  Villanueva Jr. 2017.